# Norme ultramétrique
En mathématiques, une norme ultramétrique, aussi appelée non archimédienne, est une norme (sur un K-espace vectoriel où K est un corps valué, au sens : muni d'une valeur absolue elle-même ultramétrique) qui vérifie une condition plus forte que l'inégalité triangulaire, à savoir :
{\displaystyle \|a+b\|\leq \max(\|a\|,\|b\|)} (et non pas uniquement {\displaystyle \|a+b\|\leq \|a\|+\|b\|}).
Cette condition se généralise aisément par récurrence, pour affirmer que la norme d'une somme est majorée par le maximum des normes des termes.
Cette condition plus forte rend vrais un certain nombre de résultats qui ne sont pas valides dans le cadre général, notamment :
- la distance associée est ultramétrique, donc :
  - tout point d'une boule est au centre ; les boules sont à la fois ouvertes et fermées ; deux boules sont soit disjointes, soit incluses l’une dans l’autre ;
  - tout triangle est isocèle et sa base est au plus égale aux côtés égaux ;
- {\displaystyle \|a\|\neq \|b\|\Rightarrow \|a+b\|=\max(\|a\|,\|b\|)~;}

- dans un espace ultramétrique complet, une série converge si et seulement si son terme général tend vers 0 ;
- dans un espace ultramétrique, la boule unité a une structure d'anneau[Laquelle ?].

Sur tout corps muni d'une valeur absolue ultramétrique, vu comme un espace vectoriel sur lui-même, cette valeur absolue est une norme ultramétrique.

## Article lié
Analyse p-adique